# Tipula (Acutipula) sjostedti
Tipula (Acutipula) sjostedti is een tweevleugelige uit de familie langpootmuggen (Tipulidae). De soort komt voor in het Afrotropisch gebied.